# Marktstraße (Erfurt)
Die Marktstraße ist eine Straße in der Altstadt von Erfurt und verbindet über 230 Meter Länge den Domplatz im Westen mit dem Fischmarkt im Osten. 

## Geschichte

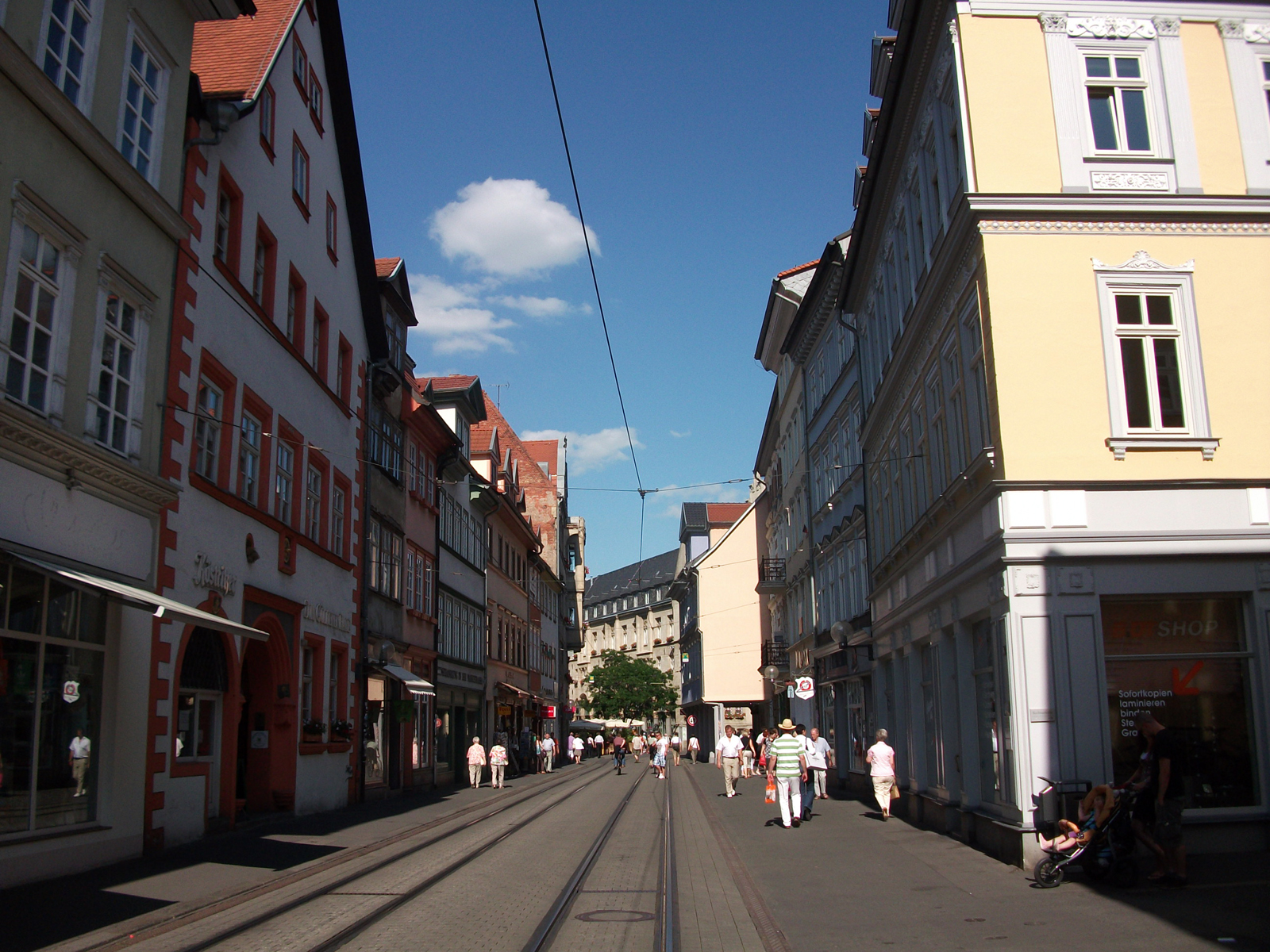
Östlicher Teil der Marktstraße, Blick Richtung Fischmarkt

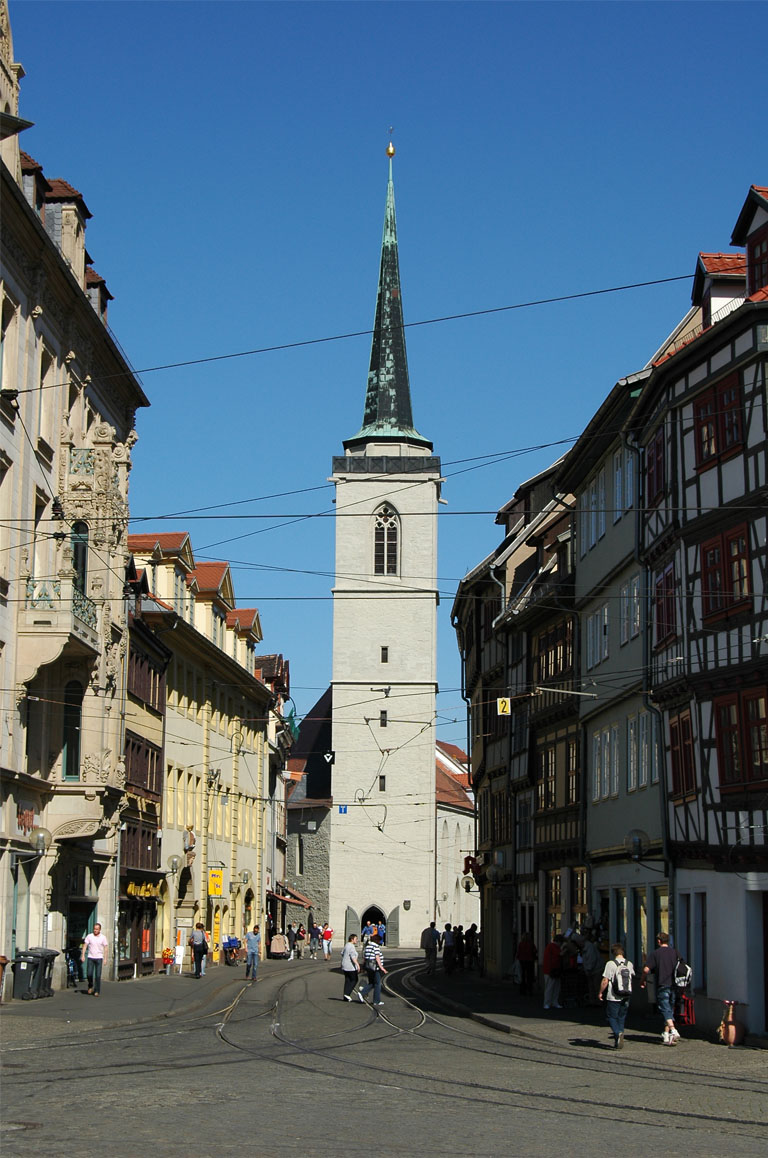
Westlicher Teil der Marktstraße mit Allerheiligenkirche

Die Marktstraße trägt ihren Namen erst seit 1826. Bei ihrer ersten Erwähnung im Jahr 1223 hieß sie einfach lata platea Erphordie – die Straße Erfurts. Dies deutet darauf hin, dass sie eine der ersten in gewissem Maße ausgebauten Straßen der Stadt war. 1341 lautete die erste deutsche Bezeichnung An der Straße. Gemeint ist hiermit die via regia, große Fernhandelsstraße vom Rhein bei Mainz über Frankfurt, Erfurt und Leipzig bis nach Breslau, die durch die Marktstraße verlief. In der frühen Neuzeit wurde die Marktstraße mitunter auch als Breite Straße bezeichnet, ehe sie 1826 ihren heutigen Namen erhielt. 

## Bebauung
Die Randbebauung der Marktstraße besteht aus Bürgerhäusern der frühen Neuzeit. Darunter befindet sich einige bedeutende Handelshöfe:
- Haus zum großen Pflug und großen Siebenbürgen (Nummer 21): Das Vorderhaus wurde wohl beim Stadtbrand 1472 zerstört und danach wieder aufgebaut. 1677 wurde es umgebaut und mit einer barocken Fassade versehen (aus dieser Zeit stammt auch die Bezeichnung Hoffmannsches Haus). Zur Anlage gehörte ursprünglich auch einer der größten Waidspeicher Erfurts, in dem heute ein Kabarett untergebracht ist. Im Erdgeschoss mit seinen Gewölbebögen befindet sich heute ein Eiscafé, darüber die Kinderbibliothek der Stadt Erfurt.
- Chrestensenhof (Nummer 38): Das Vorderhaus stammt aus dem 16. Jahrhundert und wurde 1873 durch das Gartenbauunternehmen N.L. Chrestensen angekauft und als Sitz genutzt. Zwischen 2007 und 2011 wurden die Gebäude auf dem Hof saniert und in eine Eigentumswohnanlage umgewandelt.
- Haus zum Goldenen Rad (Nummer 50): Das Vorderhaus stammt aus dem 15. Jahrhundert und wurde 1767 im barocken Stil umgebaut. Im inneren sind frühneuzeitliche Raumgestaltungen erhalten.

Ergänzt wird die Bebauung durch einige Geschäftshäuser der Gründerzeit, etwa dem prachtvollen nördlichen Eckhaus zum Domplatz hin von Eduard Kayser. Das wichtigste Baudenkmal in der Marktstraße ist die gotische Allerheiligenkirche an der zu einem kleinen Platz verbreiterten Einmündung der Allerheiligenstraße. Die Marktstraße ist eine der wichtigen Einkaufsstraßen der Erfurter Innenstadt, wobei die Läden dort zu klein für die Filialen der großen Einzelhandelsketten sind. Deshalb dominieren hier inhabergeführte kleine Geschäfte sowie Gastronomie.

## Verkehr
Durch die Marktstraße verkehren seit 1883 Straßenbahnen. Heute fahren hier die Linien 3, 4 und 6. Ansonsten dient die Marktstraße weitgehend dem Fuß- und Radverkehr.  